# Maćedonce
Maćedonce (en serbe cyrillique : Маћедонце) est un village de Serbie situé dans la municipalité de Medveđa, district de Jablanica. Au recensement de 2011, il comptait 177 habitants.

## Démographie
| 1948 | 1953 | 1961 | 1971 | 1981 | 1991 | 2002 | 2011 |
| ---- | ---- | ---- | ---- | ---- | ---- | ---- | ---- |
| 705  | 757  | 681  | 498  | 373  | 337  | 236  | 177  |

|  |